# Casa Cirera (Cardedeu)
|  | Per a altres significats, vegeu «Casa Cirera (Sabadell)». |

La Casa Cirera és una obra noucentista de Cardedeu (Vallès Oriental) inclosa a l'Inventari del Patrimoni Arquitectònic de Catalunya.

## Descripció
Habitatge entre mitgeres, alineat a dos carrers i a la Plaça Sant Joan. Està compost de planta baixa, pis i àtic. Coberta per terrassa i teulada a dues vessants en coronament de perfil curvilini. Les façanes són de composició asimètrica amb obertures de diferents tipologies i mides: finestres amb llinda plana, finestres amb arc de mig punt. Una gran tribuna a l'angle entre el carrer de Baix i la Plaça Sant Joan.

## Història
La Casa Cirera va sofrir dues reformes d'ençà 1926. L'any 1951 es reformà el segon pis, després la coberta.
L'any de construcció d'aquest edifici fou un any de gran activitat constructiva a la vila, seguint la tònica de creixement urbà que començà a principis de segle xx. Es construeix sobretot a la carretera de Caldes i es reformà la carretera vella de Llinars. L'espai urbà on està ubicada la Casa Cirera correspon al primer eixample de la vila. La plaça fou construïda l'any 1915, projectada per l'arquitectura municipal Raspall, després de l'enderrocament de la torre Lledó i altres cases que ocupaven l'espai que conforma la plaça.